# 2008년 구정컵
2008년 구정컵은 홍콩에서 해마다 열리는 구정컵의 26번째 대회이다. 결승전에서 홍콩리그 올스타팀이 HNK 하이두크 스플리트를 2-1로  꺾고 우승을 차지했다.

## 같이 보기
- 홍콩 1부 리그